# ويليم بيزو
ويليم بيزو (بالهولندية ويليم بايز، باللاتينية جوليلموس بيزو،  يُسمى أيضًا جيلهيرم بيزو بالبرتغالية) (1611 في لايدن - 28 نوفمبر 1678 في أمستردام )، هو طبيب وعالم طبيعة هولندي، شارك كطبيب استكشافي في البرازيل الهولندية من 1637 - 1644 برعاية الكونت يوهان موريتس [الإنجليزية] وشركة الهند الغربية الهولندية. أصبح بيزو أحد مؤسسي الطب الاستوائي .

## الحياة و الوظيفة

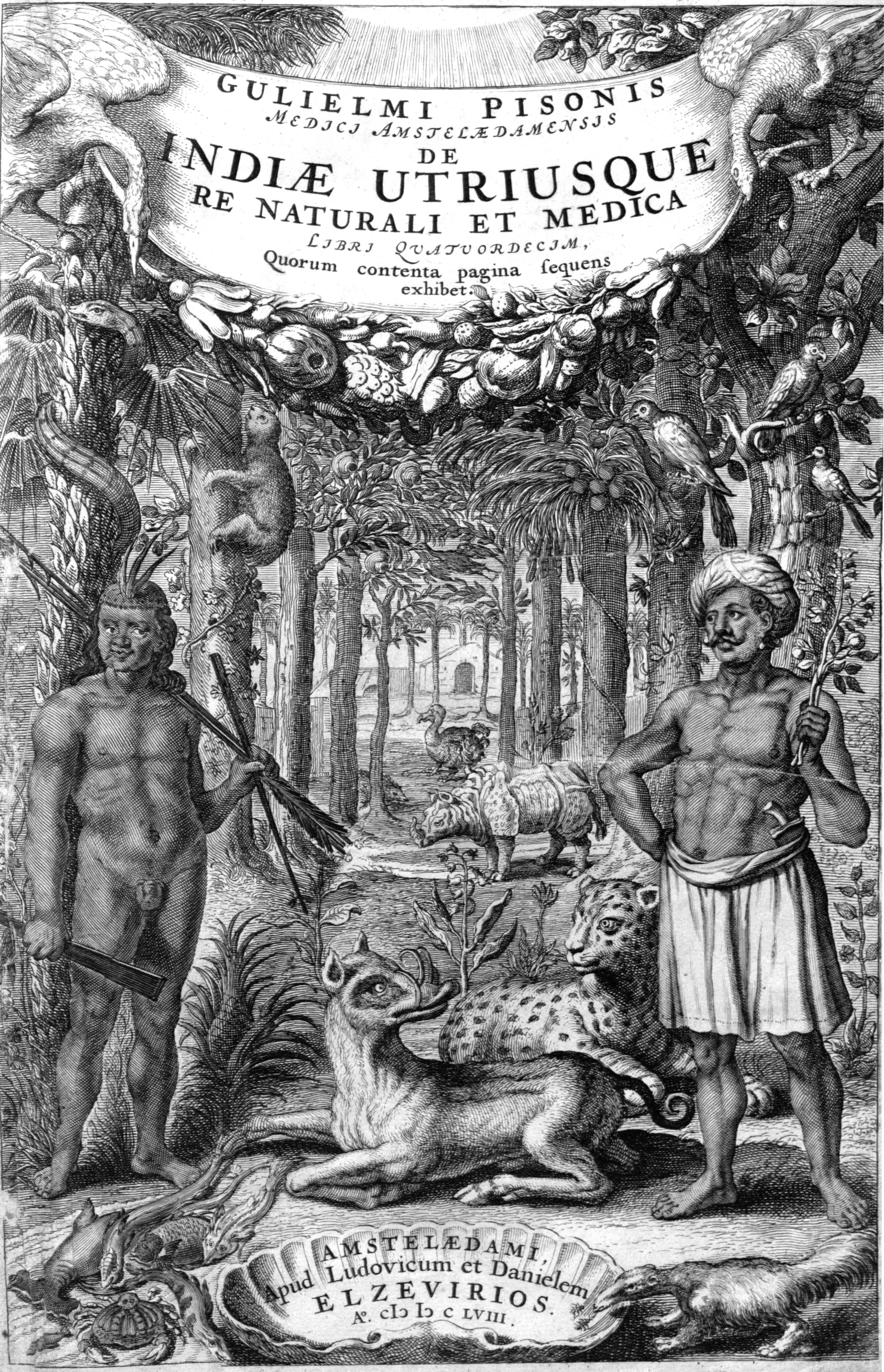
وفي الجوانب الطبيعية والطبية للهند أربعة عشر كتابًا: محتوياتها موضحة في الصفحة التالية.

ولد بيزو في لايدن لوالده عازف أرغن الكنيسة (هيرمان بايز) و(كورنيليا فان ليزفيلت). درس في لايدن وحصل على شهادة في الطب من كاين عام 1633 واستقر في أمستردام كطبيب. في عام 1637، عُرض عليه منصب في شركة الهند الغربية الهولندية كطبيب للكونت يوهان موريتس [الإنجليزية] (1604-1679)، حاكم البرازيل الهولندية. غادر إلى البرازيل مع عالم الفلك جورج ماركغراف والرسامين ألبرت إيكهوت [الإنجليزية] وفرانس بوست [الإنجليزية]. خلال فترة وجوده في البرازيل، قدم بيزو مساهمات كبيرة في مجال الصحة والتغذية من خلال الدعوة إلى استهلاك الأسماك الطازجة والخضروات والفواكه بعد أن اكتشف أن الجنود والبحارة يعانون من مشاكل جسدية بما في ذلك العمى الليلي الناتج عن سوء التغذية. حدد بيزو الليمون البرازيلي بأنه فعال بشكل خاص في التغلب على مرض الاسقربوط. في عام 1644، عاد بيزو مع يوهان موريتس [الإنجليزية] إلى هولندا. أقام بيزو في لايدن لفترة ثم انتقل لاحقًا إلى أمستردام، حيث أصبح عضوًا نشطًا في المجتمع العلمي. وفي عام 1655، أصبح مفتشًا لكلية الطب بأمستردام، ثم عميدًا لها فيما بعد.
1. 1 2  RKDartists (بالهولندية), QID:Q17299517
2. 1 2  Willem Piso، QID:Q1868372
3. 1 2  المُعرِّف متعدِد الأوجه لمصطلح الموضوع | Willem Piso، QID:Q3294867
4. 1 2  Alvin | Willem Piso، QID:Q59341385
5. 1 2  مكتبة البرتغال الوطنية | Guillelm Pison، QID:Q245966
6. ↑  Genitive case "Gulielmi Pisonis"
7. ↑  Van Andel, M. A. (1924). "Willem Piso, éen baanbreker der tropische geneeskunde" [Piso, a Pioneer of Tropical Medicine]. Nederlands Tijdschrift voor Geneeskunde (بالهولندية). 68 (14): 1731–1746.